# Isabelle White
Isabelle Mary White, później Edwards (ur. 1 września 1894 w Willesden, zm. 24 czerwca 1972 w Muswell Hill w London Borough of Haringey) – brytyjska skoczkini do wody, medalistka igrzysk olimpijskich w 1912, mistrzyni Europy z 1927.

## Kariera sportowa
Zdobyła brązowy medal skokach z wieży na igrzyskach olimpijskich w 1912 w Sztokholmie, przegrywając jedynie z reprezentantkami Szwecji Gretą Johansson i Lisą Regnell (White był jedyną finalistką i jedną z dwóch zawodniczek spoza Szwecji w tej konkurencji). Na kolejnych igrzyskach olimpijskich w 1920 w Antwerpii zajęła w tej konkurencji 4. miejsce, a na igrzyskach olimpijskich w 1924 w Paryżu 6. miejsce.
Zwyciężyła w skokach z wieży na mistrzostwach Europy w pływaniu w 1927 w Bolonii. Na swych czwartych igrzyskach olimpijskich w 1928 w Amsterdamie nie zakwalifikowała się do finału skoków z wieży.
Dziewięć razy zdobywała mistrzostwo Wielkiej Brytanii w skokach z wież i pięć razy w skokach z trampoliny.
Po zakończeniu kariery sportowej została wiceprezesem Amateur Diving Association. Była sędzią podczas skoków do wody na igrzyskach olimpijskich w 1948 w Londynie.
Dla jej uhonorowania Belle White National Memorial Trophy jest przyznawana co roku najlepszemu zespołowi żeńskiemu w skokach do wody.